# 竹下智博
竹下 智博（たけした ともひろ、1985年 - ）は、日本の作曲家、編曲家。大阪府出身。かつてはビジュアルアーツに所属していた。2019年10月1日より、Peak A Soul+所属。

## 作品
- 星織ユメミライ
- 星逢のプリズムギア
- ゆめいろアルエット!
- 初恋1/1
- はつゆきさくら
- 銀色、遥か
- planetarian 〜ちいさなほしのゆめ〜
- planetarian 〜星の人〜
- Rewrite
- Summer Pockets
- 月の彼方で逢いましょう
- アインシュタインより愛を込めて